# Aldea de San Miguel
Aldea de San Miguel es un municipio y localidad española de la provincia de Valladolid, en la comunidad de Castilla y León. Se encuentra delimitada por las carreteras que comunica Valladolid-Madrid (N-601) y la carretera Valladolid-Segovia (CL-601). Los pueblos más cercanos son Portillo y La Pedraja de Portillo.

## Historia
Siglo XIX
Madoz en su Diccionario geográfico-estadístico-histórico de España y sus posesiones de Ultramar hizo referencia a este municipio con una buena descripción. A mediados del siglo XIX contaba con 104 casas de dos pisos, casi todas de piedra distribuidas en una plaza y seis calles. Eran 97 vecinos. Había un hospital de buena fábrica para enfermos pobres vecinos del lugar. Las normas eran que si alguno tenía quien les cuidase en su casa se les daba una pensión diaria para no ocupar una plaza. También se acogía a los pobres enfermos transeúntes y se daba el asilo de una noche a los pobres que iban de paso. Se ignora el nombre del fundador de este hospital y la fecha de su fundación por haberse perdido los documentos cuando la francesada. En esta época se conservaba el edificio y las tierras anejas y según escribe Madoz, «... gracias al celo y piedad del Ayuntamiento y curas párrocos». La escuela estaba incluida en una de las estancias.
En las inmediaciones del pueblo había un buen pozo de agua potable para uso del común, bien construido con tejadillo de tejas. También en los alrededores se formaba un lavajo con las aguas de lluvia y las que descendían de las alturas cercanas llamado el Barral. Abundaban en él las sanguijuelas pero fueron desapareciendo por su uso indiscriminado. El terreno es llano, de tierra blanca y en este siglo estaba sembrado de viñedos y pastos además de algarrobos, garbanzos, patatas y cáñamo. Había cría de ganado lanar. Contaban con dos tahonas para moler la rubia, una fábrica de aguardientes y tres tejedores de cáñamo. Los caminos eran de herradura mal cuidados. La iglesia parroquial consagrada a San Miguel Arcángel ha llegado en pie hasta el siglo XXI.

## Geografía humana

### Demografía
Cuenta con una población de 218 habitantes (INE 2024).
| Gráfica de evolución demográfica de Aldea de San Miguel entre 1842 y 2021                                             |
| |
| Población de derecho según los censos de población del INE. Población de hecho según los censos de población del INE. |

## Patrimonio

### Iglesia parroquial

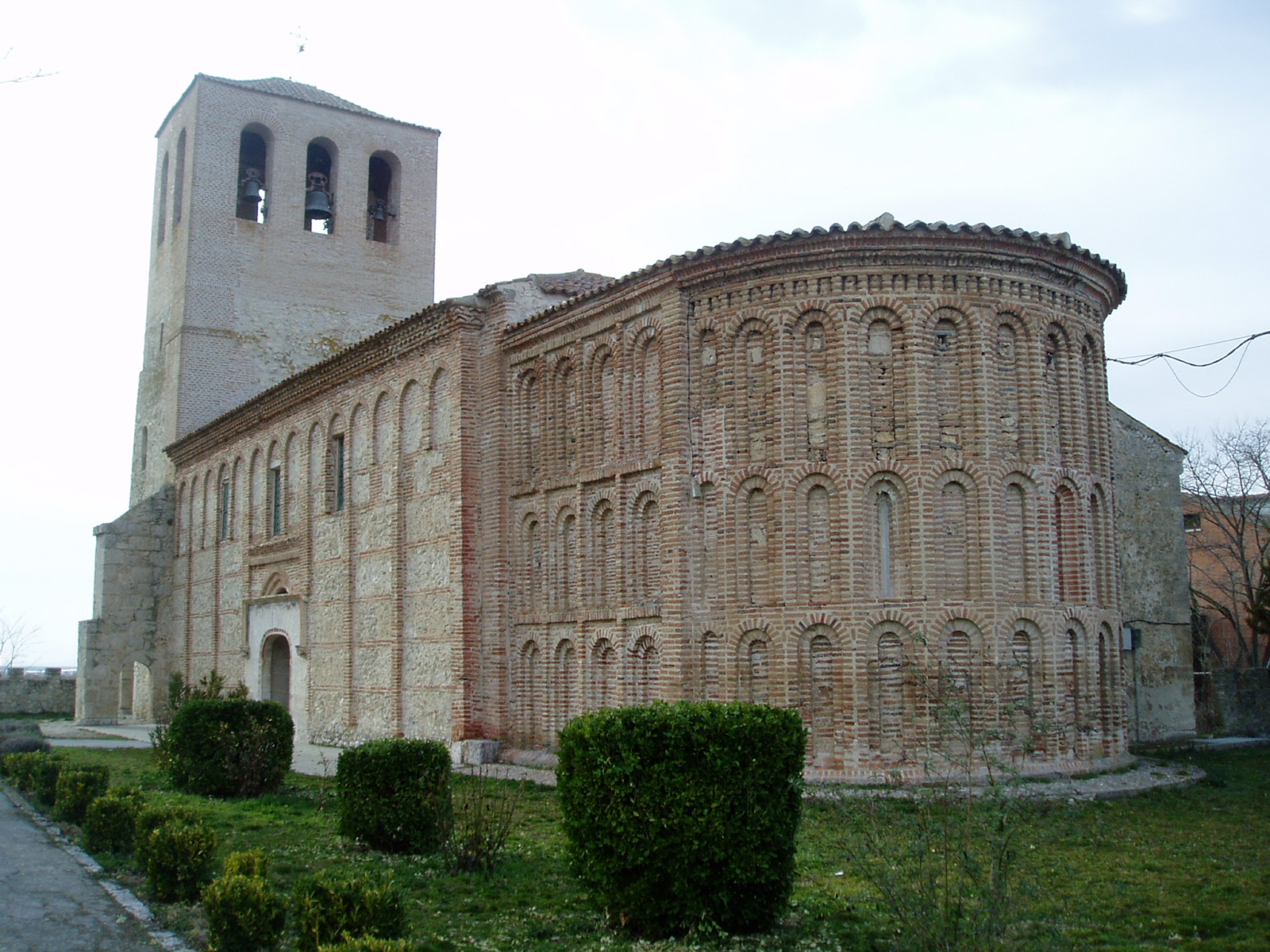
Vista exterior

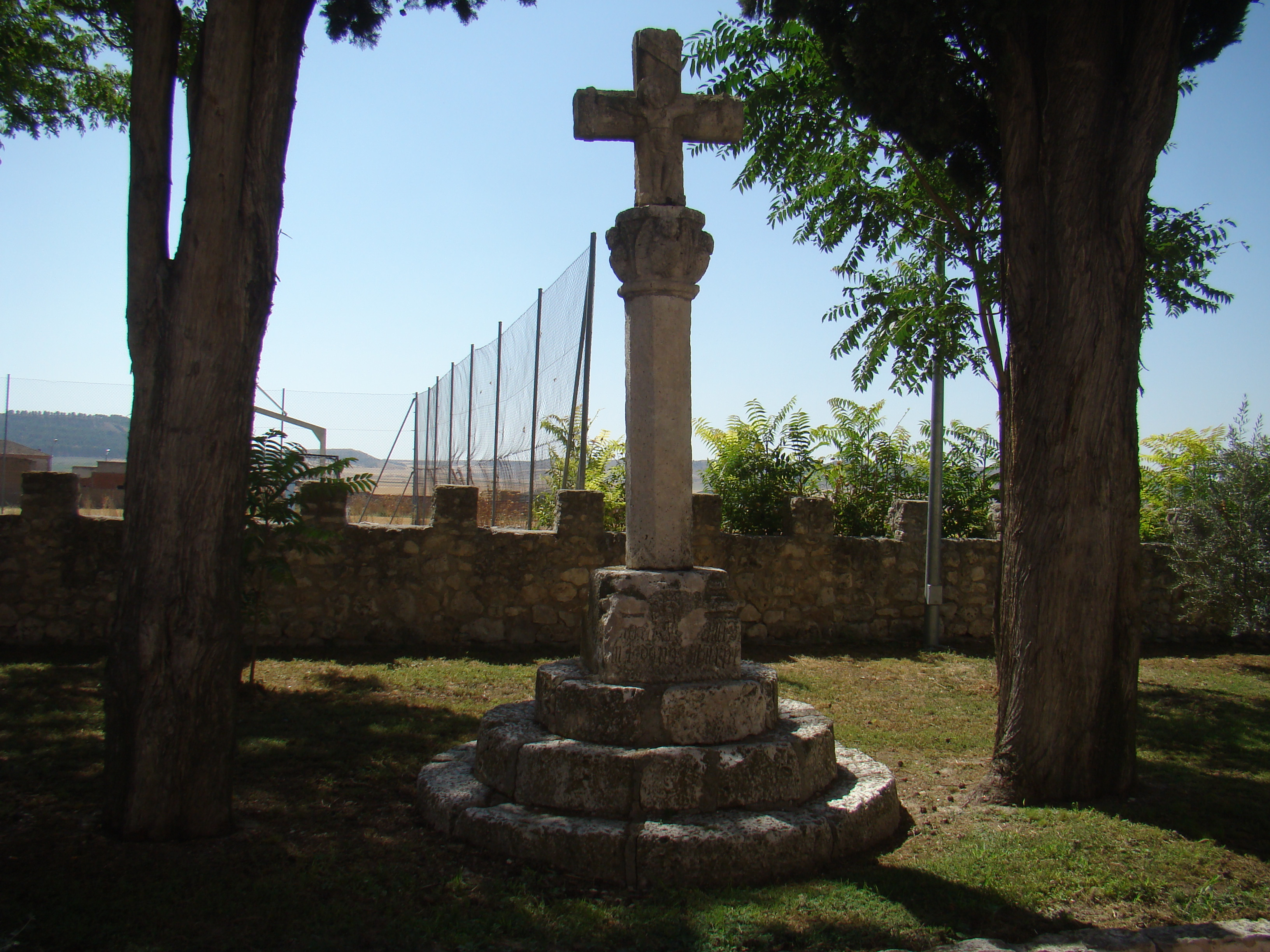
Crucero siglo XVI

El ábside es mudéjar con arquerías ciegas. Tiene una portada con arco carpanel y limitado por un alfiz que arranca de dos ménsulas que representan unos ángeles tenantes. La torre que se alza a los pies es del siglo XVI, de dos cuerpos. Está construida de mampostería en el primero y de ladrillo en el segundo. Dio las trazas Alonso de Tolosa y la llevó a cabo Pedro López de Aguilar.
Muy cercano a la iglesia se halla el crucero de piedra que es obra gótica de principios del siglo XVI; se alza sobre escalones circulares. El capitel de la columna está decorado con figuras de ángeles y sobre él se alza una cruz con la talla de una Virgen.

### Humilladero de San Roque
Está situado al norte del pueblo, a la derecha del camino de La Pedraja y Valladolid.
Los restos que se han conservado presentan su planta rectangular orientada este-oeste. La fachada de los ies se alza perpendicular al camino. El edificio fue construido en mampostería con tejado a tres aguas. Su portada tiene un arco carpanel enmarcado en alfiz de ladrillo y se remata por arriba con un frontón encuadrado por impostas de ladrillo y dos pirámides en las esquinas. A juzgar por la decoración y la elaboración del arco se le supone del siglo XVIII. El retablo fue obra de fábrica con tres nichos y un frontón adornado con molduras clasicistas.